# Strélnikovo (Primórie)
|  | Per a altres significats, vegeu «Strélnikovo». |

Strélnikovo (en rus: Стрельниково) és un poble del krai de Primórie, a l'Extrem Orient de Rússia, que en el cens del 2010 tenia 11 habitants.